# Solenopsis rugiceps
Solenopsis rugiceps é uma espécie de formiga do gênero Solenopsis, pertencente à subfamília Myrmicinae.